# Union Parish
Union Parish (franska: Paroisse de l'Union) är ett administrativt område, parish, i delstaten Louisiana, USA. År 2010 hade området 22 721 invånare. Den administrativa huvudorten är Farmerville.

## Geografi
Enligt United States Census Bureau så har countyt en total area på 2 345 km². 2 273 av den arean är land och 72 km² är vatten.  

### Angränsande områden
- Union County, Arkansas - nordväst
- Ashley County, Arkansas - nordost
- Morehouse Parish - öst
- Ouachita Parish - sydost
- Lincoln Parish - sydväst
- Claiborne Parish - väst